# اچ‌ام‌اس وولویچ (۱۷۸۵)
اچ‌ام‌اس وولویچ (۱۷۸۵) (به انگلیسی: HMS Woolwich (1785)) یک کشتی بود. این کشتی  در سال ۱۷۸۵ ساخته شد.